# Evaristo Carriego
Evaristo Carriego (* 7. Mai 1883 in Paraná (Entre Ríos); † 13. Oktober 1912 in Buenos Aires) war ein argentinischer Journalist und Schriftsteller. 

## Leben und Wirken
Überregionale Bekanntheit erfuhr Carriego nicht durch seine eigenen literarischen Werke, sondern durch Jorge Luis Borges, der eine Biografie über ihn verfasste. Astor Piazzolla in seiner Oper María de Buenos Aires (1968) erweist ihm Ehre mit einer "Milonga carrieguera". Auch der Komponist Osvaldo Pugliese trug zum Nachruhm Carriegos bei, er komponierte einen Tango mit dem Titel „A Evaristo Carriego“, der heute zu den Evergreens zählt.
Carriego starb im Alter von 29 Jahren am 13. Oktober 1912 in Buenos Aires und fand auf dem Friedhof von Chacarita seine letzte Ruhestätte.

## Werke
Erzählungen
- Flor de Arrabal. 1927.

Lyrik
- La bandera celeste.
- La canción del barrio.
- La fonda.
- Misas herejes. 1908.
- Vida del General Lamadrid.
- Vida y muerte en Aragón.

(Zwar ist kein Lyrikband auf Deutsch erschienen, doch gibt es einige ausgewählte Gedichte und Gedichtauszüge (spanisch, deutsch) im 2. Band der Fischer Werkausgabe von Jorge Luis Borges, mit dem Titel Kabbala und Tango. Die dort enthaltene Essaysammlung Evaristo Carriego beinhaltet auch die oben erwähnte Biographie.)